# Guimerà
Guimerà – gmina w Hiszpanii, w prowincji Lleida, w Katalonii, o powierzchni 24,51 km². W 2011 roku gmina liczyła 305 mieszkańców.